# Collège Royal Marie-Thérèse
Het Collège Royal Marie-Thérèse is een schoolgebouw in het Belgische stadje Herve, gelegen aan de Rue du Collège 26.

## Geschiedenis
Dit college werd gesticht in 1777 door Koningin Maria Theresia van Oostenrijk. In 1779 werd een pensionaat toegevoegd. De school, waarop de leerlingen al zeer vroeg met het Latijn vertrouwd werden gemaakt, zodanig dat in de hogere leerjaren ook de lessen in die taal werden gegeven, was zeer succesvol. Uit deze tijd stammen de oudste delen van het complex.
In het kader van de Brabantse Omwenteling werden hier in 1790 Oostenrijkse troepen gelegerd. Van 1792-1803 was er achtereenvolgens een paardenstal, een hospitaal, een lagere school en een administratiekantoor annex politiebureau. Van 1803-1814 was het een middelbare school, geleid door de minderbroeders en daarna opnieuw een hospitaal en een administratief centrum. In 1838 werd het complex opnieuw als college in gebruik genomen.
In 1870 werd het complex uitgebreid en in 1909 werd een neogotische kapel in gebruik genomen, gewijd aan Onze-Lieve-Vrouw van Lourdes.
Tegenwoordig is het complex opnieuw een administratief centrum.